# Der Wilde Bernd

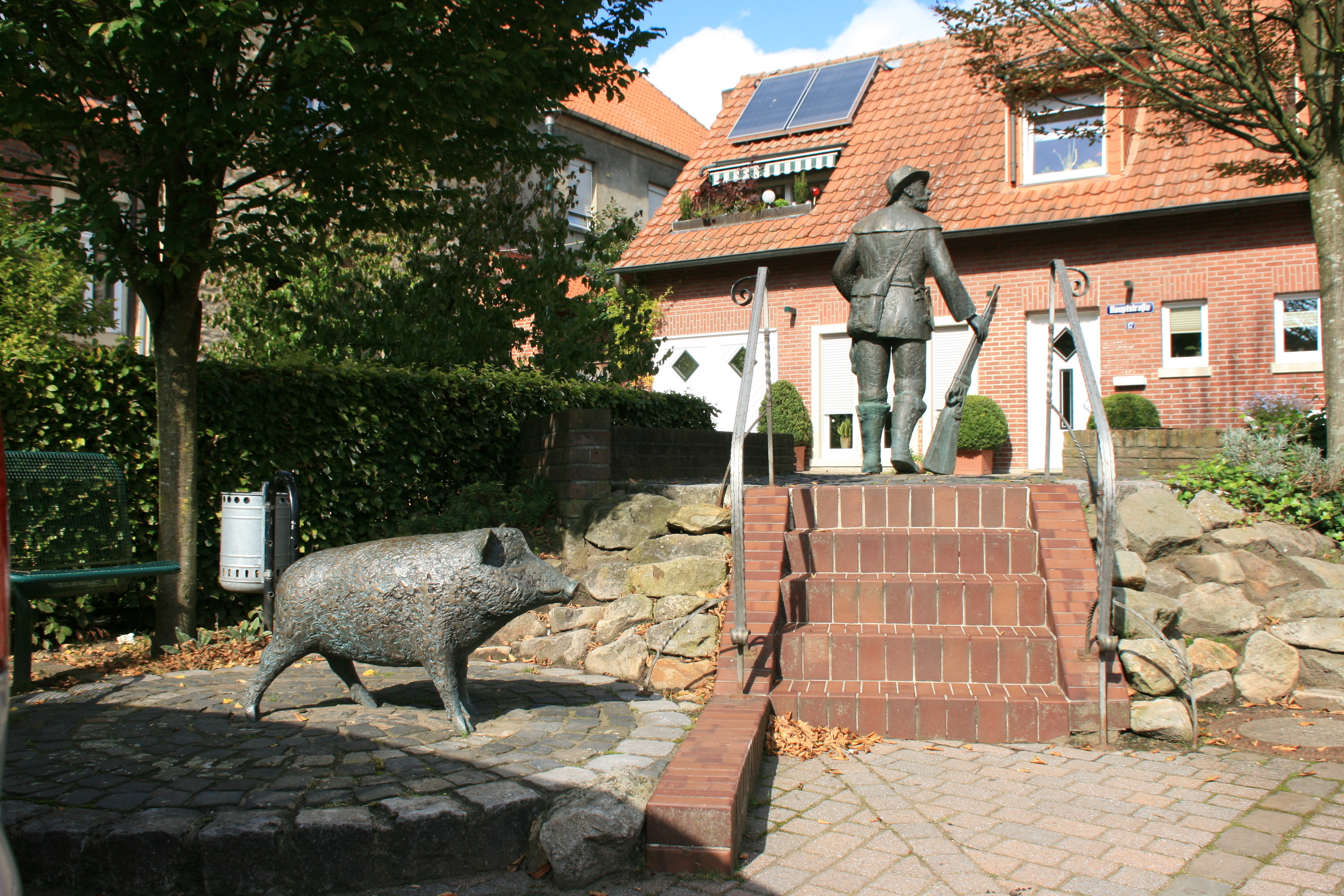
Denkmal „Der Wilde Bernd“, 2011

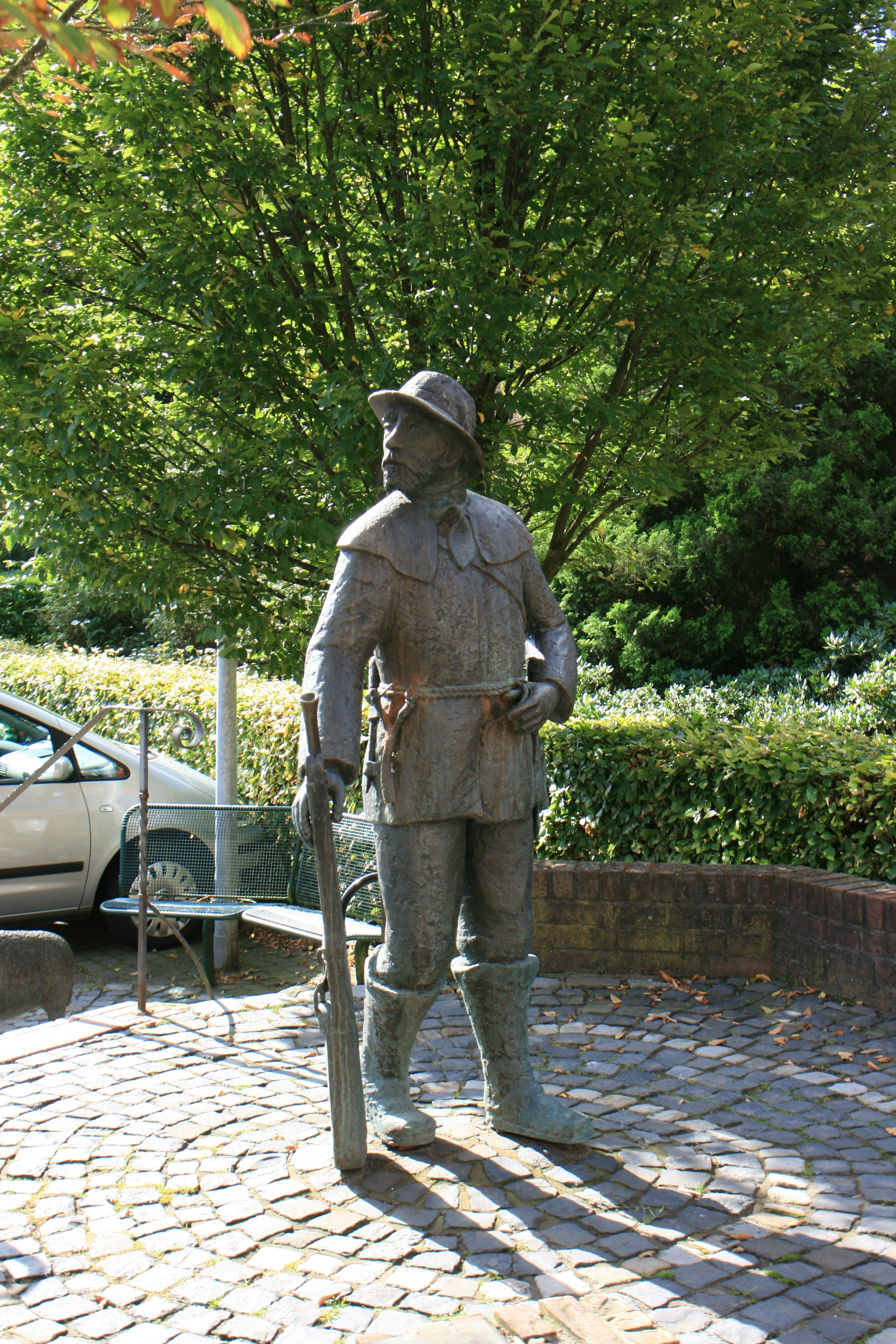
2011

Der Wilde Bernd ist eine legendäre Person im Dorf Nienborg in der Gemeinde Heek im westlichen Münsterland nahe der holländischen Grenze. Ihm ist ein Denkmal gewidmet.
Bernd war ein Wilderer in den Nienborger Wäldern und soll, im Dreißigjährigen Krieg, das Dorf vor Raub und Brandschatzung gerettet haben, indem er die Besatzung der Burg Nienborg vor herannahenden Truppen warnte und dann sogar, als die Not durch deren Angriff groß war, deren Anführer erschoss. Die Burgmänner sollen ihm drei Wünsche gewährt haben. Er erbat: „Frie fisken, frie jagen und frie schieten in`n Grawen.“ Letzteres bezog sich auf das alleinige Recht der Burgbesatzung, sich in den Wassergraben der Burg zu erleichtern. Ob die Person Bernds möglicherweise tatsächlich existiert hat, ist unsicher.
Adolff Wilhelm Moerbecke zu Stevening (1611–1675) berichtet zum Jahr 1633 in seiner Chronik:

„Alss het Hessesche leger vertrocken was, solde noch 3 companie[n] te voete en 1 a 2 te perde in die graffschap van Bentheim geworven, war [aver commenderde Hieronymus Difholt], volgen, diewelcke kommende vor het stedeken Nyenborgh, wilde met gewelt die porte geapent hebben. Mar die borgeren dat niet willende, meinde hee, hetsolve met gewelt tewege te brengen, vallende met gewelt het vleck an. Die borgeren dit seende, verlaten na einige schote ’t fleck ende retiren up die borgh. Die Hessen des staten portten avervallende, meinen in ein fury die borgh mede te vermeisteren. Maer also capitein Rucer, als synde de vorenste ende die het volck anvoerde, up die brugge doot bleff, ende syn broder (ock capitein) darsolvest gequest worde ende de borgers die borghportte too krigende, syn see met voele gequesten geretirert.“

Als Beitrag des Heimatvereins zum 800-jährigen Ortsjubiläum schuf ihm der Erkelenzer Künstler Michael Franke 1998 ein Bronzedenkmal, dessen Guss das Unternehmen Butzon & Bercker aus Kevelaer ausführte. Es wurde am 6. Juni 1998 eingeweiht. Das Denkmal, zu dem die Plastik eines Wildschweins gehört, wurde zwischenzeitlich vor das Pfarrheim am Burgtor verlegt.